# Лески (Волынская область)
Лески (укр. Ліски) — село в Овадновской сельской общине Владимирского района Волынской области Украины.
Население по переписи 2001 года составляет 100 человек. Почтовый индекс — 44721. Телефонный код — 3342. Занимает площадь 0,603 км².